# Самойлов, Юрий Алексеевич
Ю́рий Алексе́евич Само́йлов (род. 18 апреля 1961, Парголово, Ленинградская область, СССР) — советский и российский театральный режиссёр, актёр. заслуженный деятель искусств Автономной Республики Крым (2001), заслуженный артист Российской Федерации (2004). Действующий режиссёр новокузнецкого театра кукол «Сказ» с 1994 года.

## Биография
Юрий Самойлов родился в поселке Парголово недалеко от Ленинграда. С трёх лет воспитывался в детском доме в Оренбургской области близ Актюбинска. Там же впервые стал увлекаться театром.
В 1986 году Самойлов работал актёром в театрах кукол Оренбурга и Челябинска.
В 1991 году Юрий Самойлов окончил Ленинградский государственный институт театра, музыки и кинематографии (ныне Российский государственный институт сценических искусств), получив специальности: «артист театра кукол» и «режиссёр театра кукол».
После окончания института, Самойлов работал главным режиссёром в псковском, курганском («Гуливер») и пермском театрах кукол.
В 1994 году Юрий Самойлов переезжает на юг Кузбасса, где становится режиссёром новокузнецкого театра кукол «Сказ», придумав название и логотип.
В Новокузнецке Самойлов ставит спектакли, которые занимают призовые места на региональных и международных фестивалях:
- «Сказ о том, как Кощей к Яге свататься ходил» (1994) — лауреат фестиваля «Кузбасс театральный» номинации «лучшая режиссура», «лучшая сценография», «лучшая мужская роль»
- «Нос» (2000) — лучший спектакль и лучшая работа художника по мнению Канадской ассоциации
- «Приключения Петрушки» (2001) — лауреат Международного фестиваля театров кукол в Харькове
- «Приключения Петра Ивановича Уксусова» (2006) — IX международный фестиваль театров кукол «Interlyal’ka» (Украина, Ужгород), диплом «За сохранение народных традиций в театре кукол»
- «Демон» (2006) — III региональный фестиваль театров кукол Сибирского региона (2006, Омск), диплом «За решение сценического пространства спектакля»[5].

Самойлов является главным автором и инициатором проектов:
- «Кукла в детских руках» (2001)
- «КуклаМагия» (2008)
- «Кукла лечит» (2011), поддержанный А. Г. Тулеевым и В. Машковым[6]
- «Люди и куклы: играем вместе»
- «Место встречи театр кукол».

## Спектакли
- «Сказ о том, как Кощей к Яге свататься ходил» (1994)
- «Солнечный мальчик» (1999)
- «Соловей и император» (1999)
- «Нос» (2000)
- «Приключения Петрушки» (2001)
- «Охотник до сказок» (2001)
- «Исповедь» (2005)
- «Приключения Петра Ивановича Уксусова» (2006)
- «Демон» (2006)
- «История Снежной королевы» (2010)
- «Веселенькое воскресенье» (2015)

## Награды
Звания:
- Заслуженный деятель искусств Автономной Республики Крым (2001)
- Заслуженный артист Российской Федерации (2004)
- Человек года в номинации «Культура» на новокузнецком телевизионном конкурсе (2004)

Медали Кемеровской области:
- «За веру и добро» (2004)
- «За служение Кузбассу» (2007)
- «За особый вклад в развитие Кузбасса» (2008)
- «Алексей Леонов» (2021)

Имя Юрия Самойлова внесено в биографическую энциклопедию 6-го швейцарского издания «Who is Who в России».